# 樋口綾子
樋口 綾子（ひぐち あやこ、本名:宇佐美　彩子、旧姓:樋口、6月11日 - ）は、元NHK高知放送局の契約キャスター、元岩手朝日テレビ (IAT) のアナウンサー。

## 来歴
高知県安芸市出身。立命館大学法学部卒業。
大学を卒業後、2001年4月にNHK高知放送局の契約キャスターとなる。NHKとの契約の終了後、2004年4月に岩手朝日テレビへ移籍した。岩手朝日テレビを退社後、2008年から再びNHK高知放送局の契約キャスターを務めていた。

## 担当番組

### NHK高知放送局
- いきいきワイド とさ情報市 - キャスター（2001年 - 2004年3月）
- 高知まるごと情報市[2]
- こうち情報いちばん[3]
- こうち情報BOX[4]
- 土佐の一枚[4]
- とさ金8[4]

### 岩手朝日テレビ
- IATスーパーJチャンネル - キャスター（2004年10月 - 2007年9月）[5]、「おらほのまち自慢」のコーナー担当[6]
- 朝だ!生です旅サラダ - 岩手朝日テレビ制作回リポーター[7][8]